# Einheit für besondere Lagen und einsatzbezogenes Training
Die Einheit für besondere Lagen und einsatzbezogenes Training (EbLT) war eine Einheit der Polizei Berlin, die der damalige Innensenator Wilhelm Kewenig (CDU) Mitte des Jahres 1987 als Reaktion auf die Ausschreitungen und die polizeilichen Pannen in der Nacht vom 1. zum 2. Mai d. J. im Berliner Stadtteil Kreuzberg aufstellte; nach mehrfachen problematischen Einsätzen und breiter medialer und politischer Kritik wurde sie im Januar 1989 wieder aufgelöst.

## Gründung als Reaktion auf die Maikrawalle 1987
Im Verlauf der Geschehnisse am 1. Mai 1987 waren durch Plünderungen und Brandstiftungen Sachschäden in Höhe von ca. zehn Millionen DM entstanden. Mangels ausreichender polizeilicher Präsenz konnten Angehörige der autonomen Szene und deren Sympathisanten über Stunden nahezu ungehindert mit einem zuvor nicht bekannten Ausmaß an Gewalt gegen Sachen und Menschen agieren (von ca. 18.00 - 04.00 Uhr). Erstmals wurde ein anrückender Löschzug der Feuerwehr angegriffen, so dass sich die Beamten der Feuerwehr zu Fuß zurückziehen mussten. Die Löschfahrzeuge wurden zerstört.
Nach Anbruch der Dunkelheit wurden in weiten Teilen Stromkabel und Verteilerkästen zerstört, so dass die Straßenbeleuchtung ausfiel. Dies erschwerte den Einsatz der Polizei. Insgesamt standen der vierstelligen Anzahl von Teilnehmern der Ausschreitungen lediglich wenige Einsatzhundertschaften der Polizei (damals noch Einsatzbereitschaften, je eine der damals fünf Abteilungen) gegenüber, die sich wiederholt zurückziehen mussten, da in den ersten ca. vier Stunden nach der Alarmierung noch nicht alle Kräfte der Dienst-EBs aus dem normalen Streifendienst herausgelöst werden konnten und weitere Kräfte erst per Telefon nachalarmiert werden mussten.
Der misslungene Polizeieinsatz fand wochenlang bundesweite Medienresonanz. Aufgrund der Tatsache, dass sich Teile des Kreuzberger Teils SO 36 (die Gegend im Bereich Mariannenplatz/Skalitzer Straße/Kottbusser Tor/Görlitzer Bahnhof) regelrecht in der Hand der autonomen Szene befanden, wurde der öffentliche Druck stärker, diesem Potential mit einer neuartigen spezialisierten Polizei-Einheit zu begegnen.

## Ausstattung und Auftrag
Die EbLT wurde mit circa 40 Beamten aufgestellt und organisatorisch der für Kreuzberg zuständigen Polizeidirektion 5 angegliedert. Angesichts der Erfahrungen mit militanter Gewalteinwirkung auf Polizei- und Feuerwehrkräfte in Kreuzberg (Würfe mit Pflastersteinen, Molotow-Cocktails und Steinplatten von Hausdächern), Beschuss mit Präzisionsschleudern, Hindernissen auf Fahrbahnen (brennende Barrikaden/Pkw, sog. Krähenfüße) erhielt die EbLT eine besondere Ausstattung für den „Straßenkampf“. Die Gruppenfahrzeuge, sogenannte „Wannen“, wurden mit Vollgummireifen, verstärkten Seitenwänden sowie Rammeinrichtungen am Kühlergrill ausgestattet und wurden mit der Kennung "EX" versehen. Die Beamten der Dienststelle erhielten – wie die anderen Angehörigen der Einsatzbereitschaften – neben den herkömmlichen Einsatzhelmen, Knie-/Schienbein-/Fußschlagschützern (Cooper/Roemer ELG) und Schutzschilden eine Vollschutzausstattung, bestehend aus Plastik-Oberkörperpanzer, Oberarmschützern sowie Eishockey-Mundschützern. Primärer Auftrag der EbLT war, bei unfriedlichen demonstrativen Aktionen im Berliner Stadtgebiet beweissichernde Festnahmen durchzuführen sowie in Brennpunkten des Geschehens offensiv vorzugehen.
Diese Aufgabe hatten bereits seit Beginn der Hausbesetzer-Demos die sogenannten Festnahme- und Einsatz-Trupps (FuE-Tr) wahrgenommen, die in jeder Einsatzbereitschaft vorhanden waren und bei Bedarf mit dem Dokumentationstrupp mit Foto-Kamera (Doku-Tr) der Einsatzbereitschaft gemeinsam beweissichere Festnahmen durchführen sollten.
Die FuE-Trupps waren bereits mit rudimentären Oberkörper-/Oberarmschützern ausgestattet (Sitek), jedoch war dies den meisten Angehörigen gar nicht bekannt. Die Schutzausstattung lag in der Waffenkammer und wurde nicht ausgegeben. Bereits in der Woche nach dem 1. Mai 1987 kaufte sich eine große Mehrheit der Angehörigen der Einsatzbereitschaften Oberkörperschützer aus dem Motocross-, Eishockey- und Footballsport. Dies setzte die Politik und die Polizeiführung unter Druck, es wurden offiziell geeignete Oberkörperschützer beschafft (Krawehl) und die privat beschafften anteilig bezahlt.
Etliche Angehörige der FuE- und Doku-Trupps wechselten später zur EbLT. Somit ist die EbLT sowohl als der Vorläufer des im Jahr darauf aufgestellten bayerischen Unterstützungskommandos (USK), als auch der heutigen Beweissicherungs- und Festnahmeeinheiten (BFE) der Bereitschaftspolizeien zu sehen.
Zu den weiteren Aufgaben der Einheit gehörte es, taktische Konzepte für die Bewältigung derartiger Lagen zu entwickeln und diese auf die anderen Bereitschaften/Hundertschaften zu übertragen.

## Kritik an Einsätzen der EbLT und Auflösung
Nach mehreren Einsätzen sah sich die EbLT massiver Kritik sowohl des politisch alternativen Spektrums, aber auch in der bürgerlichen öffentlichen Berichterstattung ausgesetzt. Der Einheit wurden wiederholt überzogene Einsätze sowie Übergriffe gegen Demonstrationsteilnehmer vorgeworfen. Am 10. Oktober 1987 befand sich die EbLT neben zahlreichen weiteren Einsatzeinheiten aus anderen Bundesländern im Einsatz anlässlich einer Großdemonstration gegen die atomare Wiederaufarbeitungsanlage Wackersdorf (WAA) in Bayern. Hier kam es zu massiven Einsätzen der EbLT im Zuge der Auflösung einer verbotenen Kundgebung vor dem Bauzaun, welche monatelange umfangreiche Ermittlungen der Staatsanwaltschaft Amberg nach sich zogen, in deren Verlauf über 250 Zeugen vernommen sowie mehr als 25 Ermittlungsverfahren gegen eingesetzte Beamte eingeleitet wurden, die jedoch alle eingestellt wurden.
Nach weiteren heftig kritisierten Einsätzen im Verlauf des Jahres 1988 anlässlich der 1. Mai-Krawalle sowie der in Berlin stattfindenden IWF-/Weltbank-Tagung wurde die öffentliche Kritik an dieser Polizei-Einheit so laut, dass verschiedene politische und polizeiinterne Seiten eine Auflösung der EbLT forderten. Wenige Wochen nach der Abgeordnetenhauswahl im Januar 1989, die zur Bildung einer rot-grünen Regierungskoalition aus SPD und Alternative Liste (AL) führte, löste der Senat Diepgen II (CDU/FDP) die EbLT auf.
Trotz diverser Vorwürfe gegen diese Einheit, stellte die Staatsanwaltschaft Amberg alle von ihr eingeleiteten Verfahren „wegen Nichtidentifizierung der Einzeltäter“ ein.